# Municipio de Coldwater (Iowa)
El municipio de Coldwater (en inglés: Coldwater Township) es un municipio ubicado en el condado de Butler en el estado estadounidense de Iowa. En el año 2010 tenía una población de 1440 habitantes y una densidad poblacional de 15,34 personas por km².

## Geografía
El municipio de Coldwater se encuentra ubicado en las coordenadas 42°51′55″N 92°50′40″O / 42.86528, -92.84444. Según la Oficina del Censo de los Estados Unidos, el municipio tiene una superficie total de 93.85 km², de la cual 93,43 km² corresponden a tierra firme y (0,45 %) 0,42 km² es agua.

## Demografía
Según el censo de 2010, había 1440 personas residiendo en el municipio de Coldwater. La densidad de población era de 15,34 hab./km². De los 1440 habitantes, el municipio de Coldwater estaba compuesto por el 98,54 % blancos, el 0,14 % eran afroamericanos, el 0,14 % eran amerindios, el 0,28 % eran asiáticos, el 0,07 % eran isleños del Pacífico y el 0,83 % eran de una mezcla de razas. Del total de la población el 0,35 % eran hispanos o latinos de cualquier raza.